# Comté de Clearwater (Minnesota)
Pour les articles homonymes, voir Comté de Clearwater.
Le Comté de Clearwater est situé dans l’État du Minnesota, aux États-Unis. Il comptait 8 524 habitants en 2020. Son siège est Bagley.

## Géolocalisation
| Comté de Polk Comté de Pennington |                     | Comté de Beltrami |
|                                   | Comté de Clearwater |                   |
| Comté de Mahnomen                 | Comté de Becker     | Comté de Hubbard  |